# Eric en Bezaan
Eric en Bezaan is een Belgische stripreeks die begonnen is in 1983 met Antoine Raymond als schrijver en Willy Maltaite als tekenaar.

## Albums
Alle albums zijn geschreven door Antoine Raymond en getekend door Willy Maltaite.
| Nummer | Titel               | Uitgever  |
| ------ | ------------------- | --------- |
| 1      | De stalen tyran     | Albino    |
| 2      | Het kauwgommysterie | De Striep |